# Hummel
Hummel SdKfz 165 bylo německé samohybné dělo užívané v druhé světové válce.

## Historie

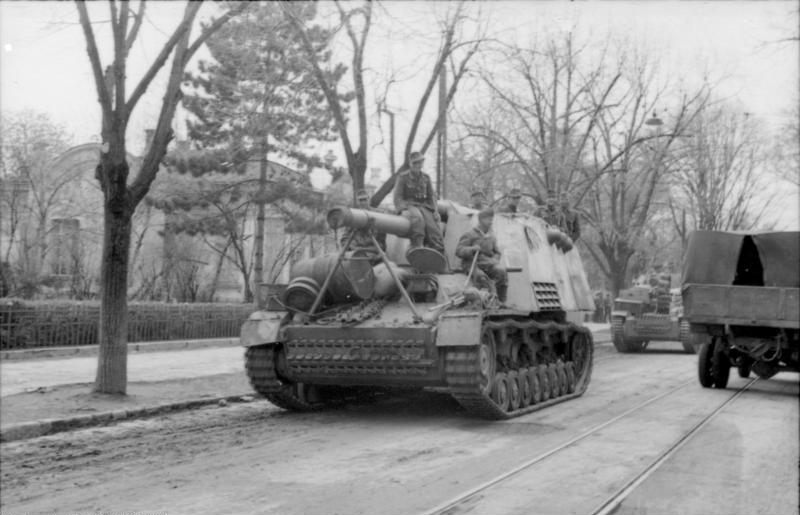
Hummel v Rumunsku

Jednalo se o stroj, který vznikl roku 1942 na základě požadavku na nosič, který by byl schopen nést 150mm houfnici sFH 18. Firma Alkett zkonstruovala nový podvozek kombinující prvky podvozků německých tanků Panzer III a IV nazývaný Geschützwagen III/IV. Na tento podvozek byla instalována korba ze svařovaných pancéřových plátů o síle 10 mm. V zadní stěně se nacházela dvojdílná „vrata“, která sloužila pro posádku i pro nakládání munice. Bojový prostor byl shora zcela otevřený a posádka se musela proti nepřízni počasí chránit impregnovanou plachtou. Samohybné dělo mělo hlavní nevýhodu v tom, že zásoba vezené munice činila pouhých 18 kusů. Proto musely být některé stroje přebudovány jako zásobovací. Od roku 1943 do roku 1945 bylo vyrobeno 724 kusů těchto samohybných děl. S prvními bojovými zkušenostmi na východní frontě se začaly stále častěji ozývat požadavky na vývoj nové podpůrné zbraně v podobě těžké samohybné houfnice. Hlavní rolí tohoto stroje měla být přímá a mobilní dělostřelecká podpora ostatních druhů bojujících jednotek ničením zodolněných postavení nepřítele, která bránila postupu.